# 1148 Rarahu
1148 Rarahu là một tiểu hành tinh vành đai chính bay quanh Mặt Trời. Approximately 33 kilometers in diameter, Nó hoàn thành một chu kỳ quay quanh Mặt Trời là 5 năm. Chu kỳ tự quanh là 6 giờ. Nó được phát hiện bởi Alexander Nikolaevich Deutsch ngày 5 tháng 7 năm 1929. On 28 tháng 7, it was independently được phát hiện bởi Cyril V. Jackson và H.E. Wood ở Johannesburg, South Africa. Rarahu is Tahitian name for a girl, taken from the novel Le mariage de Loti (Loti's Marriage) bởi Louis Marie Julien Viaud, a.k.a. Pierre Loti.The asteroid's provisional name was 1929 NA.